# 1882 في الولايات المتحدة
فيما يلي قوائم الأحداث التي وقعت خلال عام 1882 في الولايات المتحدة.

## سياسة

### تعيين في المنصب
- 13 سبتمبر – زينا فيرى مودي حاكم ولاية أوريغون [الإنجليزية]‏.
- 4 نوفمبر – ألكسندر ستيفينز حاكم جورجيا [الإنجليزية]‏.

### انتهاء فترة المنصب
- 17 أبريل – صموئيل جوردن كيركوود وزير داخلية الولايات المتحدة.
- 5 أكتوبر – روزويل فارنهام حاكم فيرمونت [الإنجليزية]‏.

## مواليد

### يناير
- 1 يناير – آيفي فورمان لويس عالم نبات أمريكي.
- 7 يناير – غرانفيل بيتس ممثل من الولايات المتحدة الأمريكية.
- 8 يناير – جيمس فارلي ممثل أمريكي.
- 17 يناير – نواه بيري سينيور ممثل أمريكي.
- 30 يناير – فرانكلين روزفلت الرئيس الأمريكي الثاني والثلاثون.

### فبراير
- 6 فبراير – هاري أيه فيشر
- 9 فبراير – آرثر دوراي سائق سيارة سباق فرنسي.
- 15 فبراير – جون باريمور

### مارس
- 16 مارس – جيمس لايتبادى منافِس ألعاب قوى من الولايات المتحدة الأمريكية.

### أبريل
- 10 أبريل – فرانسيس بيركنز سياسية أمريكية.
- 21 أبريل – بيرسي ويليامز بريجمان فيزيائي أمريكي.
- 27 أبريل – ويلسون براون ضابط من الولايات المتحدة الأمريكية.

### مايو
- 2 مايو – جيمس بيرنز سياسي أمريكي.
- 10 مايو – ثورستون هول
- 13 مايو – إرفينج رايت لاعب كرة مضرب أمريكي..
- 23 مايو – جيمس جليسون
- 25 مايو – هاري فوكس
- 26 مايو – جيس مكمان ملاكم من الولايات المتحدة الأمريكية.
- 26 مايو – فرانك كولينز ايمرسون سياسي أمريكي.

### يونيو
- 21 يونيو – روكويل كينت فنان أمريكي.
- 22 يونيو – جون ميلتون ميلر
- 24 يونيو – روبرت توماس مور شخصية أمريكية.

### يوليو
- 10 يوليو – إيما هوغ جامعة تحف من الولايات المتحدة الأمريكية.
- 22 يوليو – إدوارد هوبر رسام من الولايات المتحدة الأمريكية.

### أغسطس
- 5 أغسطس – هيو صموئيل جونسون ضابط من الولايات المتحدة الأمريكية.
- 6 أغسطس – فرنسيس وليامز عالم حشرات أمريكي.

### سبتمبر
- 4 سبتمبر – جاك دافي ممثل من الولايات المتحدة الأمريكية.
- 10 سبتمبر – بول هارفي ممثل أمريكي.
- 23 سبتمبر – هربرت ماكلين إيفانس
- 30 سبتمبر – جورج بانكروفت

### أكتوبر
- 5 أكتوبر – روبرت غودارد فيزيائي أمريكي.
- 14 أكتوبر – إيمون دي فاليرا سياسي أمريكي.
- 22 أكتوبر – نويل كونفرز وايث

### نوفمبر
- 3 نوفمبر – فورد ستيرلينج
- 13 نوفمبر – فرنسيس بارتليت عالم نبات من الولايات المتحدة الأمريكية.

### ديسمبر
- 12 ديسمبر – فنسنت بندكس مهندس من الولايات المتحدة الأمريكية.

## وفيات

### يناير
- 6 يناير – ريتشارد هنري دانا الأصغر (مواليد 1815)
- 17 يناير – ألكسندر بولوك (مواليد 1816) سياسي أمريكي.
- 31 يناير – جيمس سبريغز باين (مواليد 1819) سياسي أمريكي.

### مارس
- 6 مارس – جوزيف بنكوست (مواليد 1805)
- 24 مارس – هنري وادزورث لونغفيلو (مواليد 1807) شاعر أمريكي.

### أبريل
- 3 أبريل – جيسي جيمس (مواليد 1847)
- 27 أبريل – رالف والدو إمرسون (مواليد 1803)

### مايو
- 3 مايو – هوراس ماينارد (مواليد 1814) سياسي أمريكي.
- 16 مايو – روبن شابمان (مواليد 1799) سياسي أمريكي.
- 30 مايو – ويليام بارتون روجرس (مواليد 1804)

### يونيو
- 15 يونيو – وليام دينيسون (مواليد 1815) سياسي أمريكي.
- 30 يونيو – تشارلز غيتو (مواليد 1841) مغتال الرئيس الأمريكي جيمس غارفيلد.

### يوليو
- 16 يوليو – ماري تود لينكون (مواليد 1818) سياسية من الولايات المتحدة الأمريكية.

### نوفمبر
- 5 نوفمبر – روبرت وودورد بارنويل (مواليد 1801) سياسي أمريكي.
- 20 نوفمبر – هنري درابر (مواليد 1837)